# Hanne Kolstø
Hanne Kolstø (Ålesund, 13 marzo 1981) è una cantante norvegese.

## Biografia
Hanne Kolstø si è fatta conoscere arrivando in finale al festival Jazzintro nel 2008 e cantando nei gruppi Post, Love:Fi e Thelma & Clyde negli anni successivi. Il suo album di debutto come solista, Riot Break, è uscito nel 2011, mentre il secondo album uscito l'anno successivo, Flashback, è stato il suo primo ingresso nella classifica norvegese, dove ha raggiunto la 33ª posizione.
Hanne Kolstø è stata candidata per il miglior album pop ai premi Spellemann, il principale riconoscimento musicale norvegese, in quattro occasioni: nel 2012 con Flashback, nel 2013 con Stillness and Panic, nel 2014 con Forever Maybe, e nel 2016 con il suo primo album in lingua norvegese, Fest blikket.

## Discografia

### Album in studio
- 2011 – Riot Break
- 2012 – Flashback
- 2013 – Stillness and Panic
- 2014 – Forever Maybe
- 2015 – While We Still Have Light
- 2016 – Fest blikket
- 2018 – Fare
- 2019 – Jue

### Album live
- 2016 – Live at Tøyenkirken

### Raccolte
- 2019 – Jue: Remix

### Singoli
- 2011 – The City
- 2011 – Don't Want to Be Happy in the Moment I Want It to Last
- 2011 – Pretty Veil
- 2012 – La-La-La-La Lovesong
- 2012 – Carousel
- 2013 – One Plus One Makes One Out of Two
- 2013 – Don't Remember I Forgot You
- 2014 – Stand Still/Temple (con Anne Lise Frøkedal e gli Atlanter)
- 2014 – We Don't See Ourselves
- 2015 – I Hate You Don't Leave Me
- 2016 – I Like You
- 2016 – Black Hand
- 2016 – Stein/Saks
- 2016 – To rom
- 2017 – Is
- 2017 – E vi åleine
- 2018 – Greinene
- 2018 – Ikkje rør
- 2018 – For nær
- 2019 – Veggen
- 2019 – Meir
- 2019 – Heime

#### Come artista ospite
- 2013 – Last Night, Last Time (Emma Bates feat. Hanne Kolstø)